# That's Good
That's Good er en amerikansk stumfilm fra 1919 af Harry L. Franklin.

## Medvirkende
- Hale Hamilton som Marcellus Starr
- Stella Gray som Josephine Pollock
- Herbert Prior som Barrett Prentice
- James Duffy som Ed Freeze
- Lewis Morrison som Ben Goetting